# La Malachère
La Malachère é uma comuna francesa na região administrativa de Borgonha-Franco-Condado, no departamento de Alto Sona. Estende-se por uma área de 5,46 km². Em 2010 a comuna tinha 310 habitantes (densidade: 56,8 hab./km²).